# Dubbelalliansen (1879)

Dubbelalliansen 1914

Dubbelalliansen eller den österrikisk-tyska alliansen var den pakt mellan Österrike-Ungern och Tyskland som ingicks 1879. Syftet med alliansen var att försäkra varandra om neutralitet och stöd i fall att Ryssland skulle attackera något av länderna. Bismarck menade att alliansen skulle bevara freden då Ryssland inte skulle anfalla båda rikena på samma gång.
Alliansen ombildades 1882, genom Italiens inträde, till trippelalliansen och skulle komma att vara en viktig del av tysk och österrikisk-ungersk utrikespolitik till 1918. Vid första världskrigets utbrott 1914 kom Italien dock att förbli neutralt för att våren 1915 istället gå med i ententen.